# Étienne Mattler
Étienne Mattler (25. prosince 1905 Belfort – 23. března 1986 Sochaux) byl francouzský fotbalista, známý jako Lion de Belfort (Lev z Belfortu). Hrával na postu obránce, kde uplatnil svoji bojovnost a urostlou postavu.
Byl vyučeným soustružníkem a pracoval v továrně Peugeot do roku 1932, kdy se stal profesionálem. S fotbalem začínal v klubu ASM Belfort, od roku 1926 hrál za FC Sochaux-Montbéliard, s nímž vyhrál v letech 1935 a 1938 francouzskou ligu a v roce 1937 Coupe de France. Za francouzskou reprezentaci v letech 1930 až 1940 odehrál 46 mezistátních zápasů. Byl francouzským rekordmanem v počtu reprezentačních startů až do roku 1955, kdy ho překonal Roger Marche. Byl nominován na mistrovství světa v letech 1930, 1934 a 1938, je tak jedním z pěti fotbalistů, kteří se zúčastnili všech předválečných šampionátů. Za druhé světové války bojoval v hnutí Résistance a přes dva měsíce byl vězněn gestapem. Po osvobození působil jako hrající trenér v Sochaux a CS Thillon. Kariéru ukončil v roce 1949 a živil se jako trafikant. V roce 1967 převzal Řád čestné legie a v jeho rodném Belfortu byl po něm pojmenován stadion.